# Neue Österreichische Tageszeitung
Die Neue Österreichische Tageszeitung war eine österreichische Nachkriegszeitung. Sie erschien das erste Mal am 22. Juni 1947 als Wiener Tageszeitung und wurde später umbenannt. Sie war das Zentralorgan der ÖVP unter Bundeskanzler Julius Raab. Sie erschien bis 15. Mai 1964.
In der Blattlinie wird die parteipolitische Anbindung zwar klargemacht: „Wenn wir darum heute unser neues Blatt ganz offiziell kennzeichnen als Zentralorgan der Österreichischen Volkspartei, damit also als Organ einer Generation, die sich klar und eindeutig auf ein bestimmtes Programm festgelegt hat, so tun wir dies absichtlich“. Im Zentrum stehe, „was wir im Interesse unserer Heimat für richtig halten“, das „Interesse Österreichs“. Dabei wird zwischen einem „Staats-“, „Partei-“ und einem „Volksinteresse“ unterschieden: „Staatsinteresse geht vor Parteiinteresse“, „Volksinteresse höher […] wie das Staatsinteresse“ (Wiener Tageszeitung, vom 22. Juni 1947, S. 1–2).
Julius Raab war nicht nur maßgeblich an der Gründung beteiligt, sondern auch „regelmäßig auf der Titelseite in händeschüttelnder Pose abgebildet und dürfte im Blattinneren kaum jemals einen Halbsatz gefunden haben, der nicht hundertprozentig seinem Geschmack entsprochen hätte“, wie Peter Muzik, Gründungsmitglied des Wirtschaftsblattes schreibt.
Nachdem die KPÖ am 10. Januar 1948 Teile der Akten des Reichsverbands der deutschen Presse veröffentlichte, in denen die Tätigkeiten des damaligen Chefredakteurs Helmut Schuster dokumentiert waren, wurde dieser von der Gewerkschaft der Journalisten ausgeschlossen und Schuster wieder beim „Steirerblatt“ angestellt. Schuster wurde im 1955 wieder Chefredakteur.
Hugo Portisch war, seit Jänner 1948 bei der Zeitung angestellt, von 1950 bis 1953 Chef der Außenpolitik.
Im Jänner 1950 wurde die „Wiener Tageszeitung“ in die „Neue Wiener Tageszeitung“ umbenannt (auch der Untertitel mit Verweis auf die ÖVP getilgt); am Ende hieß sie „Neue Tageszeitung“ und wurde nach dem Tod von Julius Raab auch eingestellt.
Sie ist nicht zu verwechseln mit der Wiener Zeitung.